# Sphereland
Sphereland (lett. Paese Sferico) è un romanzo del 1965 scritto da Dionijs Burger.
Il libro è un ideale seguito di Flatlandia, romanzo di Edwin Abbott Abbott pubblicato nel 1884.
Sphereland trae spunto dai fondamenti sociali e matematici sui quali è basato Flatlandia. 

## Trama
I Cerchi (che comandano nel mondo di Flatland - Paese Piatto) non ritengono vera la rivelazione del Quadrato ("A. Square", nella versione originale) su una terza dimensione, e il Quadrato è emarginato dalla sua comunità. 
La tranquillità di Flatland viene destabilizzata, quando un Geometra molto in vista trova un Triangolo con più di 180 gradi. Questa scoperta gli causa l'ostracismo della società. Il geometra è licenziato dal lavoro e viene da tutti considerato un pazzo, dal momento che tale costruzione non è possibile nella Geometria Euclidea, l'unica ammessa a Flatland. 
Trova però conforto nell'amicizia col nipote del Quadrato, l'Esagono, che è un matematico e scienziato.
Insieme, essi pervengono a una teoria per spiegare l'insolita misurazione: essi vivono in realtà su una sfera molto grande, ed i Triangoli hanno più di 180 gradi a causa del fatto che questi sono inscritti su una superficie non piana.
Con l'aiuto della Sfera (che è presente anche nel primo romanzo), essi riescono a provare questa teoria. Comunque, la comunità scientifica di Flatland non riesce a comprendere l'idea proposta dai due, e così essi rinunciano a divulgare la scoperta. 
Con l'avanzamento del progresso a Flatland, essi cominciano inoltre a viaggiare nello spazio; vedono mondi distanti simili al loro, ed il geometra tenta di trovare la distanza tra il loro mondo e questi mondi distanti, usando la trigonometria e il radar. 
Dai suoi calcoli, egli e l'esagono determinano che l'universo si sta espandendo; di nuovo essi tentano di rivelare questa teoria al mondo esterno, ma ancora una volta non è accettata. 
Come suo nonno nel romanzo precedente, l'esagono scrive un libro che non deve essere aperto fino a che la teoria dell'universo in espansione non sia scoperta e accettata dalla comunità di Flatland. Essi poi si ritirano a vita privata, senza più avere rapporti col mondo di Sphereland.